# Trupanea lilloi
Trupanea lilloi är en tvåvingeart som beskrevs av Aczel 1953. Trupanea lilloi ingår i släktet Trupanea och familjen borrflugor. Inga underarter finns listade i Catalogue of Life.